# Żywność genetycznie zmodyfikowana
Żywność genetycznie zmodyfikowana – żywność zawierająca, składająca się lub wyprodukowana z genetycznie zmodyfikowanych organizmów.